# Kangundo
Kangundo är en ort i Kenya.   Den ligger i länet Machakos, i den södra delen av landet, 60 km öster om huvudstaden Nairobi. Kangundo ligger 1 600 meter över havet och antalet invånare är 10 094.
Terrängen runt Kangundo är kuperad österut, men västerut är den platt. Runt Kangundo är det tätbefolkat, med 530 invånare per kvadratkilometer. Omgivningarna runt Kangundo är en mosaik av jordbruksmark och naturlig växtlighet.